# Oostindisch Huis (Amsterdam)

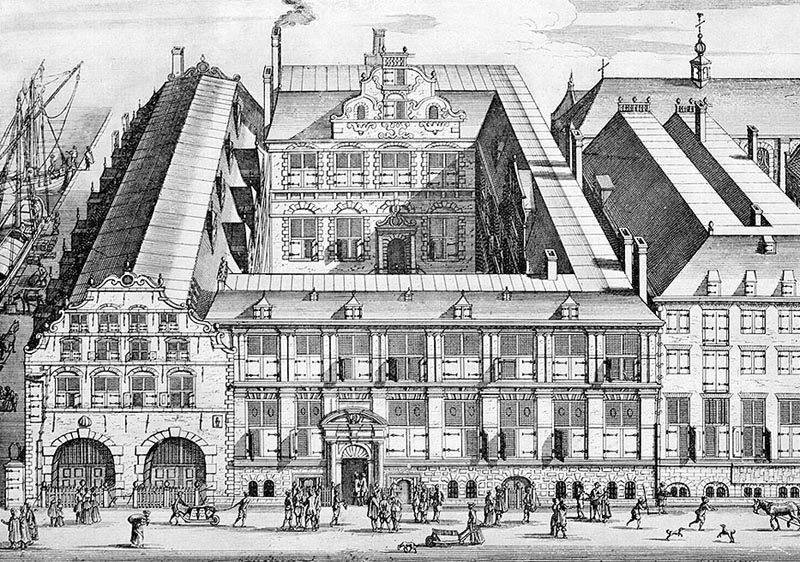
Oost-Indisch Huis w XVII wieku.

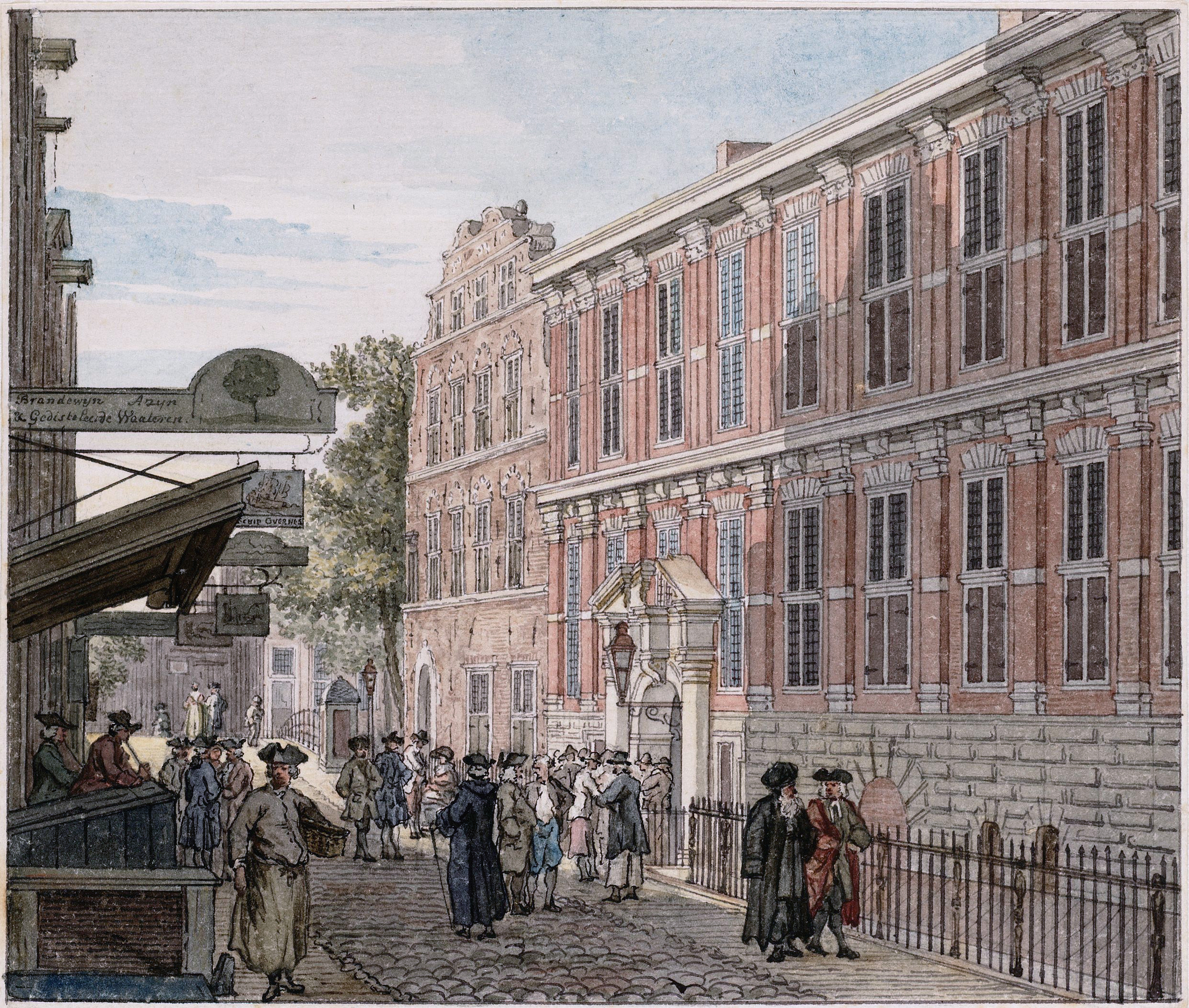
Oost-Indisch Huis, namalowany przez Reinier Vinkeles; 1768.

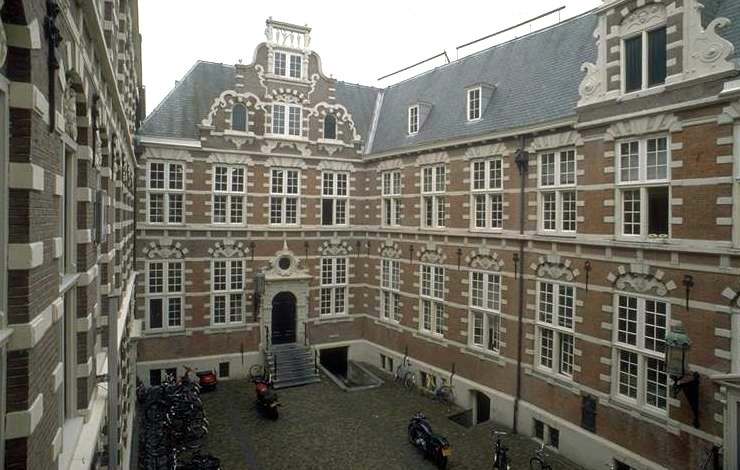
Współczesna fotografia Oost-Indisch Huis, widok od strony Binnenplaats.

Oost-Indisch Huis (hol. dom wschodnioindyjski) budynek w centrum Amsterdamu służy dziś dla celów administracyjnych. 
Budynek powstał w 1603 roku, a jego projekt przypisuje się Henrykowi de Keyser. Od roku 1605 tutaj się mieściła główna kwatera Kompanii Wschodnioindyjskiej. 
Frontowe drzwi wejściowe otoczone są z dwóch stron przez toskańskie kolumny. Szczyty i okiennice posiadają zdobienia w renesansowym stylu, w sposób typowy dla Henryka de Keyser. Budynek wywołuje jednak raczej surowe wrażenie ze względu na okna, które sprawiają wrażenie zakratowanych. Jedynie ozdobne zwieńczenia okien i balustrada wprowadzają nieco piękna i dynamizmu. Budynek przywołuje na pamięć czasy dawnej świetności Amsterdamu. 
W roku 1625 założono w Amsterdamie kwaterę Kompanii Zachodnioindyjskiej (West-Indisch Huis), kampania ta nigdy nie osiągnęła tego znaczenia, co wschodnioindyjska.

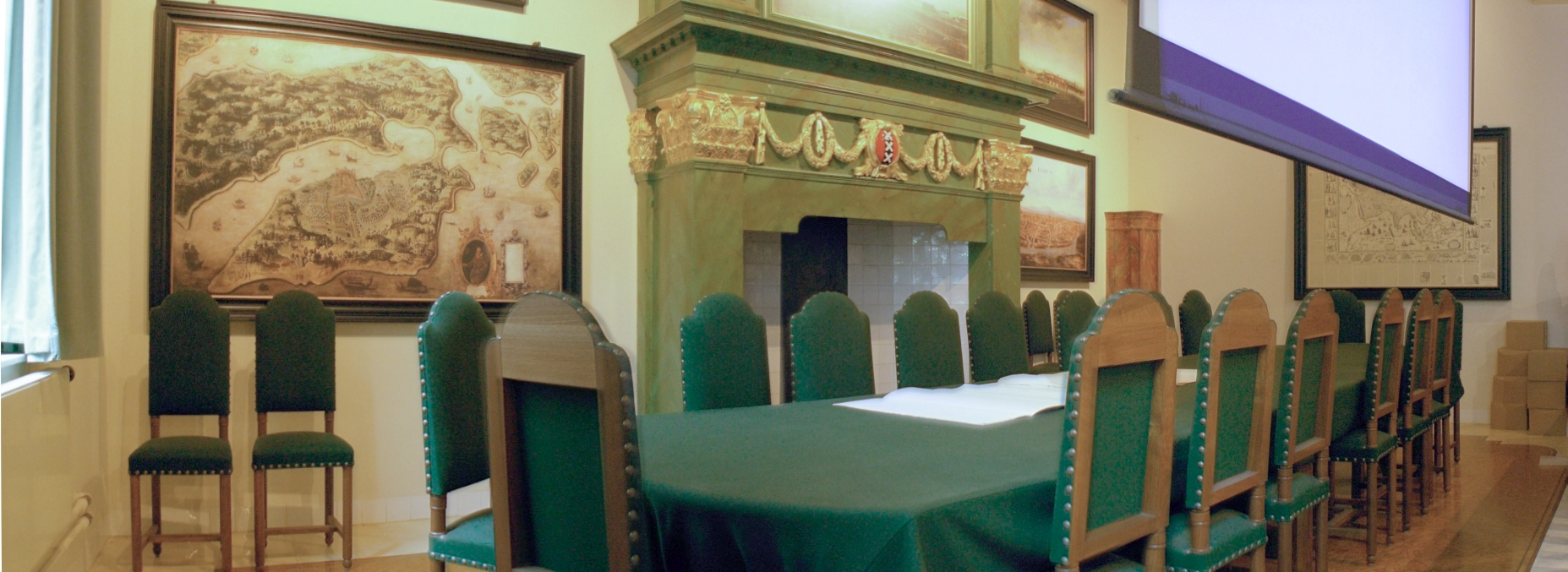
Miejsce spotkań Heeren XVII zarządzających Holenderską Wschodnioindyjską kompanią

Kompania Wschodnioindyjska miała swoje kwatery również w Rotterdamie, Delfcie, Enkhuizen i Hoorn. Budynek w Rotterdamie został zniszczony podczas Bombardowania Rotterdamu.